# Кућа за рехабилитацију у Кладарима
Кућа за рехабилитацију у Кладарима, рехабилитациона кућа Кладари, кућа за заштићено становање Кладари је један од модела у рехабилитацији хроничних психијатријских болесника у заједници и облик  деинституционализације и ванболничког лечења ментално оболелих особа. Њена првенствена улога је да поред установљених и научно признатих метода рехабилитације уведе и аспект хуманизације односа са ментално оболелом особом. Функционише као засебна организациона јединица Специјалне болнице за хроничну психијатрију Модрича, на другој локацији која је око 4 км удаљена од матичне болнице.

## Положај, размештај капацитет
Кућа је удаљена око 4 км од централне установе у Модричи, налази се у селу Кладари Доњи у општини Модрича, Република Српска, БиХ, на посебно за то опремљеном сеоском домаћинству са два стамбена објекта и окућницом.
У кући може да борави 12 болесника различите старосне и полне структуре.

## Историја
Својеврсна идеја, односно подухват који је требао да има за циљ стварање моста између институционалног лечења, рехабилитације и ресоцијализације психијатријских болесника пре њиховог враћања у социјалну средину, био је пионирски подухват у оквиру рехабилитационих установа бивше Југославије, тадашњем Заводу “Јакеш” - установи традиционално оријентисана према методама социјалне психијатрије. У моменту оснивања ова установа која је створила разрађен модел хетеропородичног становања, постала је зачетник хомопородичног смештаја хроничних психијатријских болесника.
Иако су ратна разарања болница простору Босне и Херцеговине 1990-тих година привремено прекинула овај начин психијатријске рехабилитације, сачуван је део кадра који је ношен старим идејама и претходним искуством желео је да покаже да се овај модел може наставити и у скромнијим оквирима и на фону наступајуће реформе менталног здравља која је отпочела 1997. године. Тако је 2002. године основана Рехабилитациона кућа у селу Кладари Доњи. Средства за њено оснивања омогућио је једним делом легат земљишта бившег пацијента и новчане помоћ Министарства здравља Републике Српске.

## Циљ
Кућа за рехабилитацију у Кладарима која функционише као засебно домаћинство, има за циљ едукацију болесника за амбулантни живот и њихово брже и лакше уклапање у породично окружење.
У овој засебној организационој јединици Специјалне болнице за хроничну психијатрију Модрича, у амбијенту сеоског домаћинства не само да борави и лечи се 12 болесника, већ се  у склопу лечења они ресоцијализацију  бавећи се свакодневним пословима, баштованством и гајењем домаћих животиња.
Један од циљева ове установе је поред редовних активности и да отвори више рехабилитационих кућа и промовише ову врсту смештаја хроничних психијатријских пацијената у свим областима у Републици Српској, у којима раде центри за ментално здравље, и омогући болесницима да се што пре врате на амбулантно лечење у заједницу у којој живе.

## Организација боравка и рада
Боравак у Кући организован је тако да са пацијентима свакодневно борави медицинско особље (медицинска сестра/техничар) и домаћица док лекар обилази пацијенте по типу редовних дневних визита. Садржаји живота у Кући нису строго прописани нити су форсирани већ су део уобичајеног сеоског амбијента у коме се Кућа налази. У оквиру свакодневних активности пацијенти у складу са индивидуалним склоностима и у обиму који им одговара, обављају дневне активности у башти, цвећњаку, воћњаку, њиви, или у објектима за узгојем домаћих животиња.
У овој Кући болесници самостално спремају оброке и одржавају хигијену домаћинства.
Болесници могу да се баве разним хобијима или окупационим радом у оквиру понуде одсека за радну терапију Болнице.

## Селекција и медицински третман болесника
Селекцију пацијената који бораве у заштићеном становању се врши првенствено уз поштовање њихове жеље и њихове социјалне потребе а мање од врсте и изражености психијатријске симптоматологије.
Свакодневно је могуће да пацијенти путују до Болнице или до Модриче ради задовољавања социјалних потребе (обилазак пријатеља, дружење, забава, посете породици, куповина, информисаност и сл).
Контакти са свим професионалцима у Заводу су могући у виду патронаже, уговореног сусрета или по позиву.
Индивидуални и групни рехабилитациони програм за ову групу пацијената су у динамичној промени и праве се да одговоре на специфичне промјене сваког понаособ. Све потребне услове и опрему за функционисање домаћинства обезбеђује Завод: постојећи кадар опслужује кућу из властитих ресурса (медицинско особље, социјални радници, одржавање, превоз и сл.).

## Позитивни аспекти рехабилитације
Позитивни аспекти рехабилитације психијатријских болесника у Кући за рехабилитацију у Кладарима су:
- хуманији приступ болеснику кроз адекватно обезбеђен боравак у окружењу сличан оном у домаћинству
- осећај слободе,
- што болесника не означава као болешћу означеног и маргинализованог члана заједнице склоњеног у институцију већ у њему ствара осећај равноправан члан друштвене заједнице.
- да овакав  модела рехабилитације хроничних психијатријских болесника има позитивне резултате и у самом процесу лечења и рехабилитације (на шта указују знатни помаци у смислу повећане самосталности и функционалности у свакодневним животним активностима, боља социјална уклопљеност)
- изостанак утицаја дуготрајни хоспитализам који је чест пратилац дуготрајне хоспитализације,
- боља спремност за самосталан живот у отвореној средини кад се за то створе услови.
- субјективни доживљај болесника да су прихваћени, да су део “нове породице”, и да  доприносе заједничком животу, који су углавном изгубили дуготрајним боловањем и осиромашењем породичних веза.

Оваквим приступом психијатријском болеснику не само да се побољшава његово здравствено стање и свеукупно функционисање него се поправља и његов квалитет живота који је услед хроничне болести често тешко нарушен. Све наведено има за крајњи циљ да дестигматизује психички болесног човека и омогући му да и уз своју болест живи један испуњен и квалитетан живот као део друштва из којег је и потекао.